# Takashi Kamoshida
Takashi Kamoshida (japanisch 鴨志田 誉 Kamoshida Takashi; * 5. August 1985 in der Präfektur Kanagawa) ist ein japanischer Fußballspieler.

## Karriere
Kamoshida erlernte das Fußballspielen in der Universitätsmannschaft der Kanagawa-Universität. Seinen ersten Vertrag unterschrieb er 2008 bei Tochigi SC. Der Verein spielte in der dritthöchsten Liga des Landes, der Japan Football League. 2008 wurde er mit dem Verein Vizemeister der Japan Football League und stieg in die J2 League auf. 2012 wechselte er zu Fukushima United FC. Ende 2018 beendete er seine Karriere als Fußballspieler.